# Johan Roux
Johannes Petrus Roux (Pretoria, 25 febbraio 1969) è un ex rugbista a 15 sudafricano, già mediano di mischia campione del mondo 1995 con gli Springbok.

## Biografia
Studente all'Università di Pretoria, passò nel 1992 al Transvaal, originario nome dei Golden Lions, compagine di Currie Cup.
Con tale club vinse due campionati provinciali consecutivi nel 1993 e 1994, anno in cui esordì anche negli Springbok a Città del Capo contro l'Inghilterra.
Prese poi parte alla Coppa del Mondo di rugby 1995 vinta dal Sudafrica, e fino al 1996 disputò 12 incontri internazionali.
Professionista nel 1996 nella franchise dei Cats (oggi Lions), si ritirò nel 1998.
Vanta anche un invito nei Barbarians, nel 1996, per un incontro con un XV dell'Irlanda.

## Palmarès
- Coppe del mondo: 1
Sudafrica: 1995
- Currie Cup: 2
Transvaal: 1993, 1994